# Gabriel J. Martín

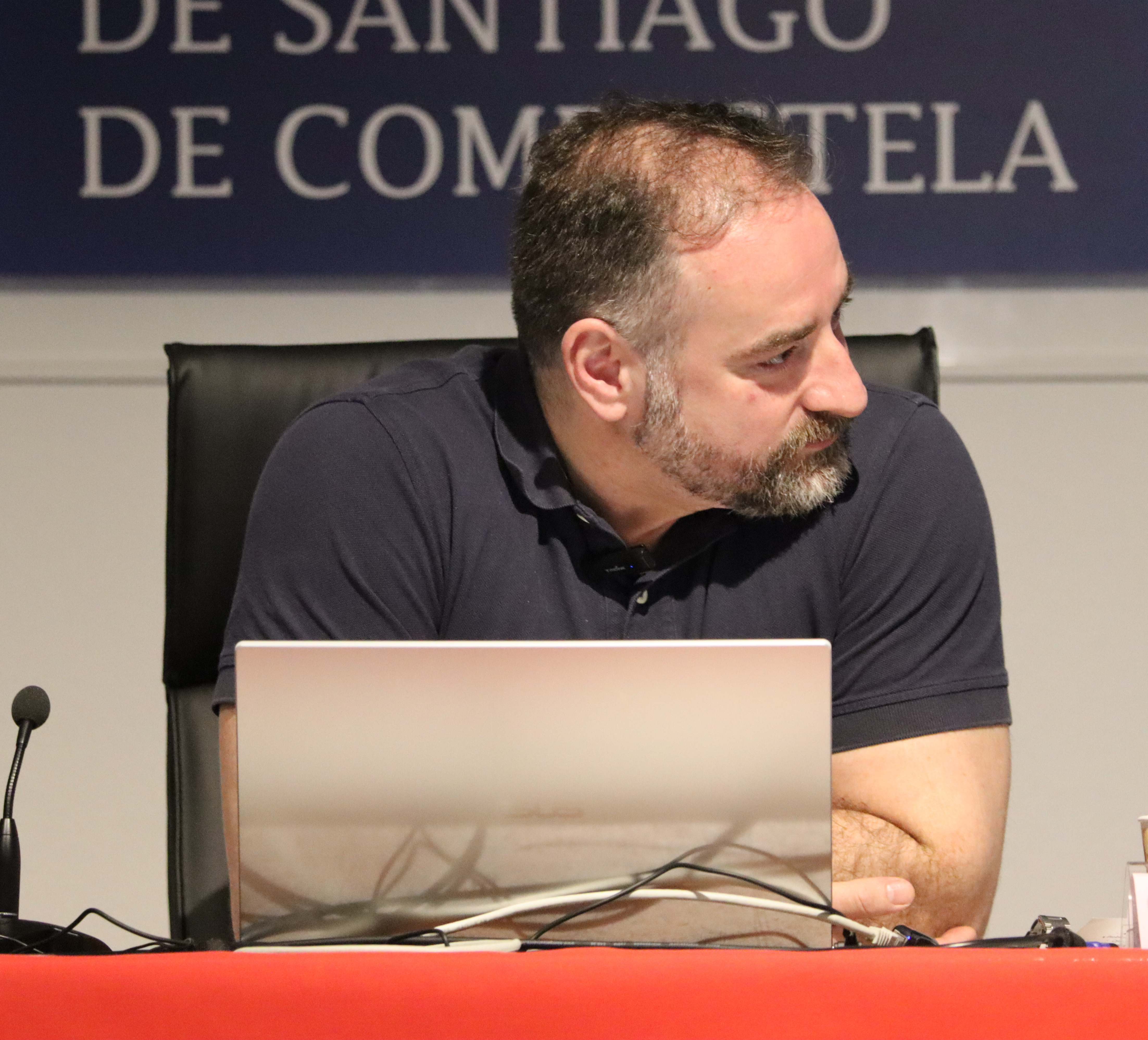
II Congreso Educativo LGBTIQ+ de Galicia (2023).

Gabriel José Martín Martín (San Fernando, 12 de julio de 1971) es un psicólogo, escritor y activista gay e intersexual español.

## Biografía
Al nacer, a Gabriel J. Martín le asignaron sexo femenino debido a la apariencia de sus genitales. Le llamaron Patricia y lo criaron como niña, aunque nunca se sintió como tal. Sin embargo, al llegar a la adolescencia, comenzó a desarrollar vello y barba debido a que poseía testículos internos. A los 18 años los médicos determinaron que había nacido con genitales intersexuales y que tenía hipospadia.
Tras comenzar una vida como varón, comenzó una relación con una mujer. Aunque con el tiempo se dio cuenta de que no era heterosexual, rompiendo la relación y mudándose a Barcelona, donde continúa residiendo.

## Educación
En 1996 se licenció en psicología por la UNED. En 2016, obtuvo la suficiencia investigadora por la Universidad de Granada. En 2001 realizó el máster de psicología general sanitaria y  posteriormente completó un posgrado en la Universidad de Gerona. Se dedicó a los problemas de los gais que —como vio por alguna experiencia laboral— diferían de los de los hombres heterosexuales. Se formó como voluntario y activista en la Coordinadora Gay-Lesbiana de Cataluña.

## Trabajo
Durante 6 meses ejerció como educador en la reinserción social de reclusos del Centro Penitenciario de Almería.
Es experto en psicología afirmativa gay, con lo que ayuda a otros hombres homosexuales a superar su homofobia interiorizada o a poder salir del armario en su entorno.
Además de asesorar a hombres homosexuales, es representante del Consejo Español de Psicología en la oficina LGTB de la Asociación Americana de Psicología (APA), es presidente de la asociación LGTB Affirma't, coordinador del grupo de trabajo de Psicología Afirmativa LGTB del Colegio Oficial de Psicología de Cataluña y colabora con varias cadenas de radio y televisión.
En su faceta como escritor, su práctica clínica le lleva a comenzar a publicar artículos sobre esta disciplina en 2011 teniendo tan buena acogida que, desde entonces e ininterrumpidamente, ha continuado escribiendo y pronunciando conferencias sobre esta psicología de la homosexualidad. En el presente continúa atendiendo exclusivamente a hombres homosexuales tanto en su consulta presencial de Barcelona como, a través de la videoconferencia, a hombres de todos los países del mundo.

## Libros
- Martín, Gabriel J. (2016). Quiérete mucho, maricón. Manual de éxito psicoemocional para hombres homosexuales. Roca. ISBN 978-84-16498-65-9.
- — (2017). El ciclo del amor marica. Relaciones de pareja (y soltería feliz) para hombres homosexuales. Roca. ISBN 978-84-16867-44-8.
- —; Martín, Sebas (2018). Sobrevivir al ambiente. Porque salir del armario no era más que el principio. Roca. ISBN 978-84-17167-43-1.
- — (2020). Gay Sex. Manual sobre sexualidad y autoestima erótica para hombres homosexuales. Roca. ISBN 978-84-18014-43-7.
- — (2021). Gaynteligencia emocional. Más resilientes de los que pensamos. Roca. ISBN 978-84-18557-56-9.
- —; Martín, Sebas (2022). El kamasutra gay del siglo XXI. Una guía ilustrada para todos los hombres (cis, trans o intersex) que se consideran homosexuales. Roca. ISBN 978-84-18870-02-6.
- — (2024). Grindrburgo (y otros barrios). Un manual gay para sobrevivir en las redes. Roca. ISBN 978-84-19283-93-1.